# 488 f.Kr.

## Händelser

### Efter plats

#### Grekland
- Atenarna landsförvisar Hipparchos, eftersom han förespråkar samförstånd med perserna.

#### Sicilien
- Theron blir tyrann i Akragas.